# 予備役将校訓練課程研修士官

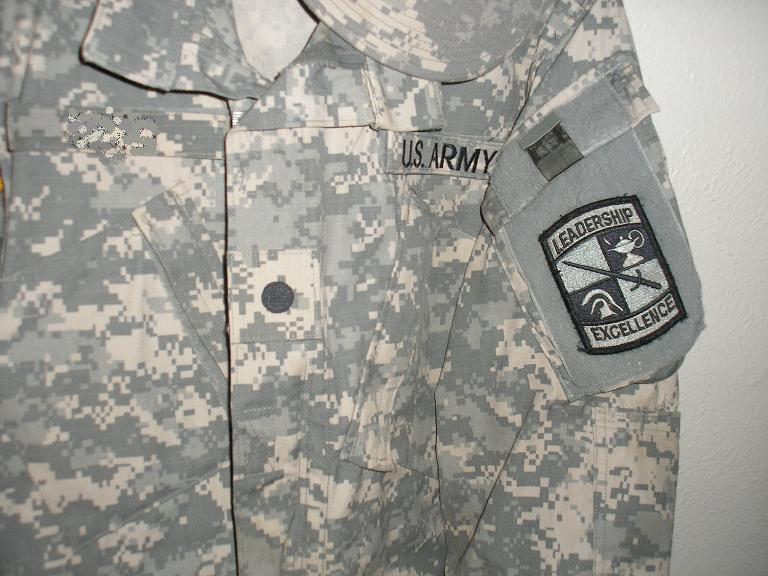
SMPカデットの制服、階級章は丸ひとつ

予備役将校訓練課程研修士官（よびえきしょうこうくんれかていけんしゅうしかん：通称）、以下SMP（Simultaneous Membership Program）は、アメリカ陸軍の予備役将校訓練課程（通称ROTC）の三年生および四年生が地元の予備役部隊あるいは州兵に研修士官として同時に所属すること。あくまでオプションで義務ではないが、大学のROTCのみに所属して奨学金を受け取るよりも金銭面での利益が大きく、また卒業、任官前に実際の部隊で経験を積めるため人気は高い。
一般に「ROTCは学費を全額支給してくれる」と言う話がまかり通っているがこれは厳密には正しくない。たとえば大学に設置されたROTCが主催する軍事学・軍事科学（Military Science）のクラスは1年、2年のクラスに限りその大学の学生ならば外国人留学生を含めて誰でも受講することができる。しかし普通の学生が受講する場合には学費の支給は得られず、それどころか普通のクラスと同様に受講料を大学に支払わなければならない。一般にROTCからなんらかの形で学費の援助を受けるには軍と契約をかわさなければならない。「軍と契約しており、かつROTCに所属していれば何種類かの奨学金の選択肢が与えられ、ほとんどの場合学費は100%カバーされるようになる」というのが正しい。
アメリカの大学生の間でよく言われている「ROTCが出してくれる学費」というのはいわゆる米国陸軍奨学金（Army Scholarship）のことで、これは「大学卒業後最低8年、現役または予備役として陸軍将校として勤務することを条件に年間9000ドル、あるいは学費の100%を上限とした援助」つまり学費が年間9000ドル以内の大学ならば全額支給、それ以上ならば9000ドルまで支給される制度のことである。上述した軍事科学のクラスの受講はこの陸軍奨学金を得るための必要条件ではあるが十分条件ではない。ここでは詳しく述べないが、米国陸軍奨学金と軍事科学のクラスはまったくの別物であり、クラスを受講しているからといって自動的に学費が支給されるわけではなく、実際は様々な過程、選択肢がある。SMP（Simultaneous Membership Program）はこの米国陸軍奨学金や、卒業後に州兵あるいは予備役となるGRFD（Guaranteed Reserve Force Duty）とならび、士官候補生（Cadet）達が選ぶ選択肢のひとつである。
三年次にSMPを選択した場合、米国陸軍奨学金を得ることはできない。そのかわりに陸軍予備役部門、州兵部門＋GI Bill。および州によっては州政府からの学費援助を受けることとなる。ほとんどの場合、こちらのほうが実際に受け取る金額が多くなる。また実際の部隊で指揮をとる将校、また下士官や兵卒たちのいる環境で経験を積むことで卒業後スムーズに任務につくことができる。

## 身分、階級、制服など
SMPを選択した士官候補生の階級呼称はCadet、CDTあるいは書類上はCSRが用いられる。給与等級はOでもEでもないQが与えられ、制服につけられる階級章は丸ひとつ。士官らと同様に「Sir/Ma'am」とよばれ、下士官、兵卒から敬礼をうける身分となる。
アメリカ軍人には全員CACあるいはCAC Cardと呼ばれる身分証明が支給されるが、陸軍ROTCのカデットにはこのCACは発行されず、代わりにカデット専用の身分証明書が発行される。基地の出入り、施設の利用などは通常の軍人と同様に可能。ちなみにNROTCのミッドシップマンにはCACが発行される。
戦地以外では基本的にアメリカ軍将校に食事は支給されないのだが、このSMPカデットも同様に食事の支給はされない。

## 参加資格
SMPは三年生以上ならば誰でも選択できるわけではなく、いくつかの条件がある。
1. 陸海空軍あるいは海兵隊の基礎訓練（ブートキャンプ、ベーシックトレーニング）を経験していること。
2. 最低でもひとつの軍事専門職(Military Occupational Specialty)の訓練を受けており、正規兵としての資格があること。
3. 体力試験（APFT180点以上）
4. 学業成績（現在の大学の成績、GPAと卒業までの明確なプランを提出）
5. DoDMERBのメディカルチェック
6. 年齢

## 利点、および欠点
実際に受け取る奨学金の額は米国陸軍奨学金よりも多くなり、融通が利く。具体的に2008年度の数字を挙げると、米国陸軍奨学金は年間9000ドル、あるいは学費の100%が上限（年間学費が9000ドル以下だとその金額が学校に支払われるのみ）。SMPだと陸軍奨学金は受け取れないがそのかわり年間4500ドルの予備役奨学金が受け取れ、それに加えて復員兵奨学金（MGI Bill Chapter 1606）が月々約300ドル。そしてSMPカデットの復員兵奨学金に付随するSMP Kickerが約350ドルで月額計650ドル、一年に10ヶ月学校に通うとすれば年間で6500ドル、先の予備役奨学金の4500ドルと合わせて合計11000ドルが年間の上限となる。しかも復員兵奨学金およびKickerは学費による上限がつかないため、学費の大小に関わらず同じ金額が受け取れる。例えば年間学費が8500ドルの学生が米国陸軍奨学金を受け取った場合、$8500＜$9000(上限)のため、この8500ドルが直接学校に振り込まれるのみで手元には何も残らない。しかしSMPだと11000ドルから学費の8500ドルを差し引いた2500ドルが手元に残る。
予備役、州兵ではROTCにない課程、たとえば重機、装甲車の運転などの訓練が受けられる。
SMPの期間は予備役兵として引退までの勤務年数に加算されるため引退までの道のりが稼げ、またこの勤務年数は昇進、給与の際有利に働く。
予備役、州兵で毎月訓練を受けるたびにE-5、あるいはそれ以上の給与等級の給料が支払われる。
SMPカデットは在学中は基本的に召集されない。カデットが所属する予備役、州兵に召集令がかかってもカデットは地元に残り勉学を続けることができる。
欠点らしい欠点はないが、あえて挙げれば予備役部隊、州兵の下士官はこのカデットを煙たがる傾向にある。